# Ле-Фрес
Ле-Фрес (фр. Le Fraysse, окс. Lo Fraisse) — коммуна во Франции, находится в регионе Юг — Пиренеи. Департамент — Тарн. Входит в состав кантона От-Даду. Округ коммуны — Альби.
Код INSEE коммуны — 81096.

## География
Коммуна расположена приблизительно в 560 км к югу от Парижа, в 85 км северо-восточнее Тулузы, в 23 км к востоку от Альби.

## Климат
Климат умеренно-океанический. Зима мягкая и дождливая, лето жаркое с частыми грозами. Ветры довольно редки.

## История
Коммуна была образована 1 января 1938 года.

## Население
Население коммуны на 2010 год составляло 387 человек.
| 1962 | 1968 | 1975 | 1982 | 1990 | 1999 | 2010 |
| ---- | ---- | ---- | ---- | ---- | ---- | ---- |
| 615  | 542  | 449  | 417  | 393  | 372  | 387  |

## Администрация
| Период | Период | Фамилия        | Партия | Примечания |
| ------ | ------ | -------------- | ------ | ---------- |
| 1966   | 1980   | Габриель Серен |        |            |
| 1980   | 1994   | Андре Асье     |        |            |
| 1994   | 2020   | Жан-Луи Пюш    |        |            |

## Экономика
В 2007 году среди 243 человек в трудоспособном возрасте (15—64 лет) 173 были экономически активными, 70 — неактивными (показатель активности — 71,2 %, в 1999 году было 68,2 %). Из 173 активных работали 161 человек (88 мужчин и 73 женщины), безработных было 12 (3 мужчин и 9 женщин). Среди 70 неактивных 23 человека были учениками или студентами, 25 — пенсионерами, 22 были неактивными по другим причинам.